# 1966 en aéronautique
Chronologie de l'aéronautique
- 1962
- 1963
- 1964
- 1965
- 1966
- 1967
- 1968
- 1969
- 1970

Cet article présente les faits marquants de l'année 1966 en aéronautique.

## Événements

### Janvier
- 10 janvier : premier vol de l'hélicoptère Bell 206A JetRanger.
- 31 janvier : lancement de la sonde soviétique Luna 9.

### Février
- 3 février : la sonde soviétique Luna 9 se pose sur la Lune et transmet les premières images du sol lunaire.
- 15 février : signature d'un accord de coopération entre Breguet, Nord-Aviation et Hawker Siddeley au sein du projet Airbus[1].
- 18 février : présentation du projet d'avion de ligne Dassault-Sud-Aviation Galion[2] qui sera finalement abandonné.

### Mars
- 5 mars : crash d'un Boeing 707 du vol 911 de la British Overseas Airways Corporation causé par des turbulences au-dessus du Mont Fuji provoquant le décès des 124 personnes à son bord.
- 16 - 17 mars : lancement de la mission Gemini 8 avec à bord Neil Armstrong et David Scott, leur mission consiste à arrimer la station avec le satellite Agena.

### Mai
- 11 mai : signature d'un accord de coopération entre SNECMA, Bristol Siddeley (en) et Pratt & Whitney pour la production du moteur Pratt & Whitney JT9D[3].
- 18 mai - 20 juin : la britannique Sheila Scott bat le record féminin du tour du monde en solitaire à bord d'un Piper Comanche.

### Juin

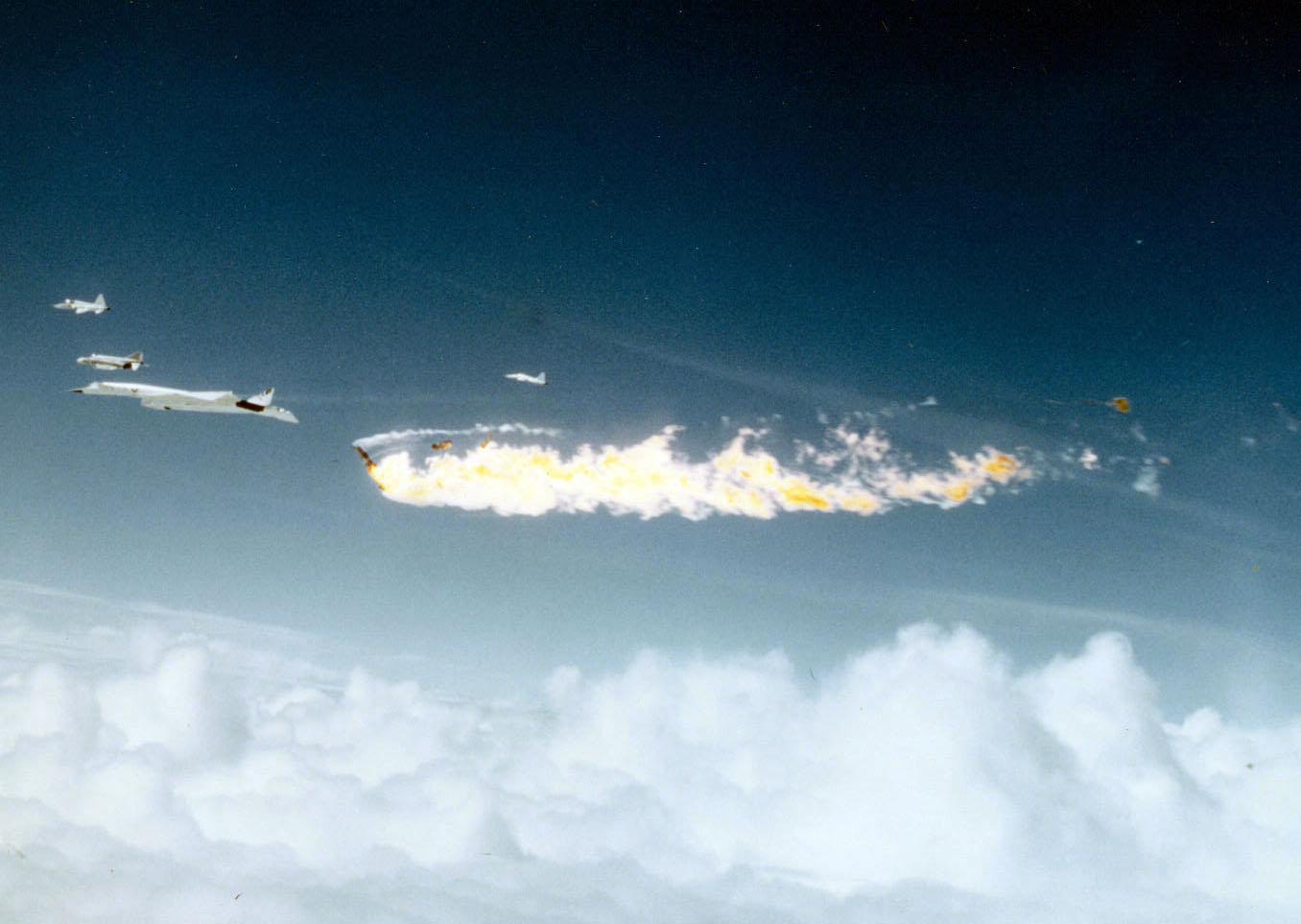
Quelques instants après la collision entre le XB-70 et le F-104: le F-104 se désintègre dans une boule de feu, tandis que le Valkyrie semble poursuivre son vol malgré la destruction de son empennage.

- 3 - 6 juin : la mission Gemini 9 emmène les astronautes Thomas Stafford et Eugene Cernan.
- 8 juin : une collision en vol entre un F-104 Starfighter et le second prototype du XB-70 Valkyrie entraîne la mort du pilote du chasseur et du copilote du bombardier ainsi que l'arrêt du programme XB-70.
- 12 juin : premier vol du Dassault Mirage F2 avec pour pilote Jean Coureau.

### Juillet
- 18 - 21 juillet : la mission Gemini 10 emporte les astronautes John W. Young et Michael Collins pour des rendez-vous spatiaux et des sorties extra-véhiculaires.

### Août
- 2 août : premier vol de l'avion expérimental à géométrie variable Sukhoï S-22I, dérivé du Su-7 et précurseur du Su-17.
- 10 août : lancement du satellite lunaire Lunar Orbiter 1 chargé de photographier la surface lunaire en vue des missions Apollo.
- 31 août : premier vol stationnaire du prototype du Hawker Siddeley Harrier.

### Septembre
- 12 - 15 septembre : la mission Gemini 11 emporte les astronautes Charles Conrad et Richard Gordon.

### Novembre
- 11 - 15 novembre : les astronautes Jim Lovell et Buzz Aldrin prennent part à la mission Gemini 12.
- 3 novembre : lancement de la maquette de la station spatiale militaire américaine Manned Orbital Laboratory, le OPS 0855.
- 27 novembre : échec du premier tir de la fusée française Cora.

### décembre
- 18 décembre : succès du deuxième tir de la fusée française Cora.
- 23 décembre : premier vol du prototype chasseur français Dassault Mirage F1.